# Brännträsket (Byske socken, Västerbotten)
Brännträsket är en sjö i Skellefteå kommun i Västerbotten och ingår i Byskeälven-Kågeälvens kustområde. Sjön har en area på 0,193 kvadratkilometer och ligger 17 meter över havet. Vid provfiske har abborre och id fångats i sjön.

## Delavrinningsområde
Brännträsket ingår i det delavrinningsområde (720574-174766) som SMHI kallar för Rinner mot Kågefjärden. Medelhöjden är 21 meter över havet och ytan är 6,17 kvadratkilometer. Det finns inga avrinningsområden uppströms utan avrinningsområdet är högsta punkten. Avrinningsområdets utflöde mynnar i havet, utan att ha någon enskild mynningsplats. Avrinningsområdet består mestadels av skog (34 procent), öppen mark (14 procent) och jordbruk (31 procent). Avrinningsområdet har 0,19 kvadratkilometer vattenytor vilket ger det en sjöprocent på 3 procent. Bebyggelsen i området täcker en yta av 0,54 kvadratkilometer eller 9 procent av avrinningsområdet.